# リラックマとカオルさん
『リラックマとカオルさん』（英語：Rilakkuma and Kaoru）は、ドワーフ制作、サンエックス製作のストップモーション・アニメーションシリーズ。2019年4月19日にNetflixで公開された。

## キャラクター
リラックマ（英語：Rilakkuma）
着ぐるみの茶色いクマ。関心があることと言えば、眠ることと食べること。お団子が大好物。ある日、カオルさんのアパートに現れて住みついた。背中にチャックが付いている。
コリラックマ（英語：Korilakkuma）
ぬいぐるみのような白いクマ。リラックマより少し小さい。リラックマとなかよし。ある日、カオルさんの家のドアの前に現れて住みついた。胸に赤色のボタンが付いている。
キイロイトリ（英語：Kiiroitori）
カオルさんのペットの黄色い小鳥。リラックマのように眠ったり食べたりしているのではなく、勤勉な性格できれい好き。十円玉を貯金している。
カオルさん（英語：Kaoru）
声 - 多部未華子、英語：ラナ・コンドル
アラサーのOL。リラックマ、コリラックマ、キイロイトリと一緒に暮らしている。
ハヤテくん（英語：Hayate）
声 - 山田孝之、英語：Chris Hackney
運送会社ハヤテ急便の配達員。トキオのお母さんのいとこで、カオルさんのあこがれの男性。
トキオ（英語：Tokio）
声 - 松本惣己、英語：ヴェロニカ・タイラー
カオルさんのアパートに住んでいる男の子。母親と2人暮らしだが母親は帰りが遅いので1人でいることが多い。
サユ（英語：Sayu）
声 - 金澤まい、英語：メリッサ・ファーン
カオルさんの会社の後輩。合コンに行くことも多いらしい。正月休みはハワイ旅行。結婚したら退職する予定。
加藤課長（英語：Mr. Kato）
声 - 椙本滋
カオルさんの会社の庶務課課長。新入社員が配属されないことやボーナスがカットされることを発表する。
大家さん
声 - 田窪一世
カオルさんが住むアパート「サクラコーポ」の家主。

## 製作
最初の宣伝は2016年にNetflixの東京担当者によって行われた。公的な発表は2017年に行われ、当初は2018年リリースが計画されていた。
監督の小林雅仁は、『ファンタスティック Mr.FOX』や『犬ヶ島』などのウェス・アンダーソンの映画からインスピレーションを得た。カオルさんは、オリジナルのリラックマの絵本ではシルエットとして登場していたが、現実の存在として現れ、彼女の経験は女性スタッフの経験を基にして描かれた。ストーリーの舞台となる架空の町「荻ヶ谷」は、東京の荻窪と阿佐ヶ谷を組み合わせて作られた。このシリーズは、以前、ストップモーションのどーもくんアニメーションを制作したドワーフスタジオによって制作された。10個の別個のステージが設置され、スタッフは同時進行で1日約10秒ずつの撮影を行った。
2018年、Netflixは2019年4月19日に配信を開始することと、主演のカオルさんを多部未華子が担当することを発表した。2019年3月、本シリーズのオリジナルキャラクターであるトキオ、ハヤテくん、サユが紹介された。山田孝之はハヤテくんに加えて脇役も演じる。かき氷屋、ホラー映画『ユリコ』の出演俳優、魚釣りをするホームレス、パパラッチなどがある。

### スタッフ
- 監督 - 小林雅仁
- 脚本 - 荻上直子
- 原作・クリエイティブアドバイザー - コンドウアキ
- プロデューサー - 松本紀子、岡田由里子、伊藤大樹
- 人形制作 - Mackinnon and Saunders（マキノン＆ソーンダース）
- キャラクターデザイン（カオルさん） - Francesca Natale（フランチェスカ・ナターレ）
- キャラクターデザイン（トキオ、ハヤテほか） - Takashi Tateoka（タテオカ タカシ）
- 音楽 - 岸田繁
- 主題歌 - くるり「SAMPO」
- 制作・プロデュース - ドワーフ
- 製作・著作 - サンエックス

## エピソード
| # | タイトル   | 英語タイトル    |
| --- | ---------- | --------------- |
| 1 | 花見       | Cherry Blossom  |
| 4月、カオルさんは大学時代の友達との花見の準備をする。ところが、参加できる人が誰もいない。リラックマ、コリラックマ、キイロイトリはカオルさんを夜桜に連れ出す。 |            |                 |
| 2 | こいのぼり | Kidnapped       |
| 5月、カオルさんの部屋のドアに「ペットきんし!!」という紙が貼られる。さらにリラックマがさらわれた。カオルさんは、同じアパートに1人でいる男の子トキオが犯人であることに気付く。カオルさんはトキオを許して、こいのぼりを飾る手伝いをするよう誘う。 |            |                 |
| 3 | 梅雨       | Rainy Season    |
| 6月、カオルさんの後輩たちは合コンに行く予定だが「カオルさんは真面目すぎる」からと誘われない。長雨のせいでカオルさんの家にはキノコが生えた。カオルさんは「真面目すぎ」と言われた自分の性格を変えるため、このキノコを食べてみようかと考える。 |            |                 |
| 4 | 夏祭り     | Fireworks       |
| 7月、カオルさんは夏祭りに出かけるが、欲しいものをなかなか決められない。リラックマはカオルさんにどっちも取っちゃっていいんだという様子を見せる。 |            |                 |
| 5 | お盆       | Ghost Girl      |
| 8月、台風シーズンが近づく中、カオルさんのアパートにおばけの女の子がやってくる。カオルさんは女の子に先に進むようアドバイスする。 |            |                 |
| 6 | 占い       | Fortune-Telling |
| 9月、カオルさんは占い師から「良からぬものが3つもついている」と言われ、運気が上がるものを買い、リラックマたちに冷たくするようになる。占い師が実は詐欺師だとわかり、カオルさんは謝り、結局自分はラッキーだったんだとわかる。 |            |                 |
| 7 | ダイエット | Slim Down       |
| 10月、カオルさんとリラックマは体重が増えて、カオルさんはダイエット器具を買ってみた。荷物を配達してくれたハヤテ急便配達員の笑顔にときめいたカオルさんは、その通称ハヤテくんに会いたい気持ちでさらにたくさん買い物をし始める。カオルさんの請求書は驚くような金額になってしまった。しかたなく食費を削ったらカオルさんとリラックマはすっきりやせることができた。                      |            |                 |
| 8 | アルバイト | Getting a Job   |
| 11月、冬のボーナスが10%カットになるので、カオルさんはお金のことが心配になる。アパートは来年取り壊しになることがわかった。リラックマ、コリラックマ、キイロイトリは助けるためにアルバイトをするが、リラックマはどこに行ってもクビ。コリラックマとキイロイトリは給料をカオルさんに渡そうとするが、カオルさんは受け取らず、心配させたことを謝り、大家さんが補償してくれることを話す。 |            |                 |
| 9 | 雪だるま   | Snowman         |
| 12月、コリラックマとキイロイトリは雪だるまを作る。リラックマは病気で寝ていたが、夜に夢の中で雪だるまと遊ぶ。 |            |                 |
| 10 | ハワイ     | Hawaii          |
| 1月、リラックマたちはカオルさんのためにハワイ風パーティーをやろうとするのだが、カオルさんはただハワイに行きたいのではなく未来の夫と行きたいのだと言う。リラックマたちのフラダンスを動画サイトに上げてみると、パフォーマンスがバズって、ハワイでパフォーマンスするよう招待される。でも、カオルさんではなくトキオを連れて行くことにする。                                           |            |                 |
| 11 | 星空       | Sleepless Night |
| 2月、コリラックマは宇宙人を呼び寄せようとし、夢のような出来事の中で宇宙人と出会う。 |            |                 |
| 12 | 出会い     | The First Day   |
| 3月、カオルさんは1年前アパートに最初にリラックマが現れ、次いでコリラックマが現れたときのことを思い出す。 |            |                 |
| 13 | 引っ越し   | Moving Out      |
| 4月、カオルさん、リラックマ、コリラックマ、キイロイトリはアパートの掃除をして引っ越しをする。一緒に過ごした1年を思い出す。 |            |                 |

## 評価
PolygonのPetrana Radulovicはかわいい作品と呼び、「奇妙なもの」とカオルさんの大人の生活での奮闘を横並びにしていることを称賛した。
io9のJames Whitbrookはこの作品を「逃げる必要へのラブレター」と説明し、時に毎日の生活から逃げるための小さな行動も必要だというメッセージを伝えた。
Anime News Networkはこのアニメーションとコンセプトを称賛したが、カオルさんのトラブルが調べられることも解決されることもほとんどないことに言及した。
2022年8月、続編となる『リラックマと遊園地』が製作され、本作品と同じくNetflixにて世界配信された。

## 関連作品

### 音楽
- リラックマとカオルさん オリジナル・サウンドトラック（NETFLIXオリジナルシリーズ）（2019年）配信限定アルバム

### 映像
映像作品はDVD、Blu-rayとも収録内容は同じで2枚組。本編13話、および予告編、CM、メイキング映像、インタビュー映像などを収録。
- 「リラックマとカオルさん」DVD・Blu-rayスペシャル オリジナルぬいぐるみ『ハワイに行きたい！』（2020年）

アロハ姿のリラックマとコリラックマ、ファイヤースティックを持つキイロイトリの3体のぬいぐるみを同梱。
- 「リラックマとカオルさん」DVD・Blu-ray大型ポストカードセット（13枚）付限定ボックス（2020年）
- 通常版「リラックマとカオルさん」DVD・Blu-ray（2020年）

### 書籍
- The ART of リラックマとカオルさん（2019年、主婦と生活社）ISBN 978-4391153880
- リラックマとカオルさん シナリオBOOK（2019年、宝島社）ISBN 978-4800297365

## イベント
NETFLIXオリジナルシリーズ リラックマとカオルさん展
撮影に使用した人形・セット・資料の展示、限定グッズの販売
- 小田急百貨店新宿店（2019年7月31日 - 8月14日）
- あべのハルカス近鉄本店（2019年9月4日 - 16日）
- TFUギャラリーミニモリ（東北福祉大学仙台駅東口キャンパス内）（2019年11月30日 - 12月24日）
- 大丸梅田店（2020年12月17日 - 25日）
- 西武池袋本店（2020年12月27日 - 2021年1月5日）

リラックマとカオルさん×animate cafe Gratte
リラックマとカオルさんの名シーンをプリントしたドリンクおよびアイシングクッキーを提供
アニメイトのグラフィックラテ提供店舗（2021年8月20日 - 9月26日）